# Крюків

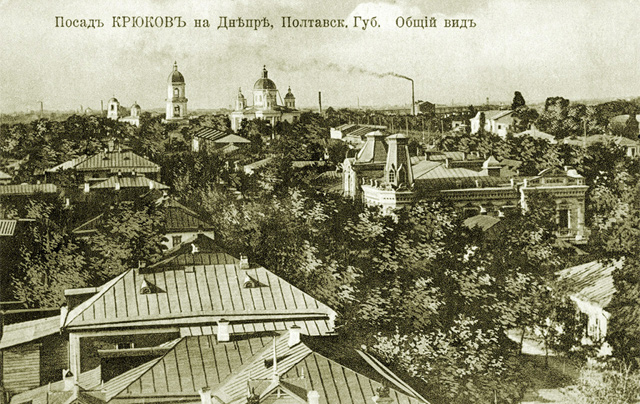
Листівка. Крюків посад.

Крю́ків, Куру́ків, Кру́ків — правобережний спальний район Кременчука, колишнє давнє українське місто. Тут, ймовірно, був укладений Куруківський договір 1625 року.
Останньою назвою міста (до входження до складу Кременчука) було Крюків-на-Дніпрі.
Нині назву Крюків-на-Дніпрі носить проміжна залізнична станція 2 класу Полтавської дирекції Південної залізниці.

## Походження назви
Назву правобережної частини сучасного Кременчука, а колись окремого поселення Крюкова (до русифікації XIX—ХХ ст. ця назва звучала як «Круків», до XIX століття мало сербську назву Крјуков в Новій Сербії) традиція пов'язує з «ку-ру-канням» журавлів на озері Куруківському (нині не існує). Однак, польський дослідник Олександр Яблоновський на рубежі XIX—ХХ ст. висунув гіпотезу про тюркську етимологію цієї назви, виводячи її від послов'яненого словосполучення «курук-ова» — «Курукова твердиня», «укріплення на р. Курук».
Сам тюркський термін «курук» має кілька значень:
1. у Х—XV ст. так позначалася заповідна (від випасів і полювань) територія (від коруг, куриг — «охорона, захищати»), що під час оголошення військового походу може стати пунктом зосередження військ та «базою» постачання[6];
2. інша назва татар у народів Поволжя (від ку-іірк, де ку — «білолиций», а іірк — синонім етноніма бігер — «хазяїн, багатий»);
3. палка з петлею (арканом) на кінці, яка використовувалась вершниками для полювання;
4. хвіст (у тварин птахів), зокрема наразі існує технічний сорт винограду тéльті-курýк* (тельті-куйрук) від татар. тθлке койрыгы — лисячий хвіст (хвіст — койрык)[7].

Існує версія походження назви Курукового озера, а згодом і посаду, від прізвища — Курука, етимологія якого може мати тюркське походження.

## Історія
- Першу згадку про Круків (у переліку прилеглих до Кременчука населених пунктів або маєтків) знаходимо під 1646 р. Назва походить від татарського слова «курук», що означає військовий заповідник чи то угіддя державного резерву, використовувані переважно у воєнний час для надзвичайних потреб.
- У 1752–1764 роках тут була 3 рота новосербського Пандурського полку. Крюківський шанець[8] — знаходився на правому березі Дніпра, на території, нині затопленій водами Кременчуцького водосховища.[9]
- З 1776 р. по 1783 р. існував Крюківський повіт Новоросійської губернії, що згодом був перейменований на Петриківський повіт з перенесенням повітового центру до Петриківки.
- У 1781 році у Крюкові закладено Покровську церкву.[8][10][11][12]. Але за іншими відомостями Покровська церква вже була у 40-х роках XVIII століття, про що свядчать написи на священних речах.[13] Написи в хронологічному порядку: На евангелии «1743 года месяца Августа отменил сию книгу Евангелие раб божии Мартин Курка с женою Мариею до храму Покрова Богоматере в село Круков за цену семь рублей а оправлено за церковные деньги под серебро». На серебряных дискосе и звездице: «1744 году Генваря 30 сей дискус и звезду отменили Роман Назаренко з женою Евдокиею за отпущение грехов до храму святой Покрови Круковской». На подложии серебряного напрестольного креста: «Года 1747 Мая 9 рабом божим Василием Мальком сей крест отменил за отпущение грехов своих». На евангелии: "1751 года мая 25-го дня сию книгу Евангелие отменил раб божий Степан Пащенко со женою своею Параскевиею Костантиневою до храму Богоматере в село Круков за цену восемь рублей.[13]
- З 1784 р. по 1796 р. Крюків — містечко, потім посад; приєднано до Кременчука указом Павла I, але дійсне з'єднання відбулося лише в 1817 р.
- 23 червня (4 липня) 1803 р. посад Крюків, який у той час належав до Катеринославської губернії (з 1764 до 1784 р. Крюківський повіт відносився до Новоросійської губернії, а з 1784 р. — до Катеринославського намісництва, потім губерніх), але тяжів до Кременчука, був підпорядкований Кременчуцькій поліції. Адміністративно ж він залишався в складі Катеринославської губернії. Таке становище стривало до 1817 р., коли посад Крюків повністю приєднано до Полтавської губернії.[14]
- За даними на 1859 рік у посаді мешкала 4251 особа (2211 чоловічої статі та 2040 — жіночої), налічувалось 412 дворових господарств, існували 2 православні та єдиновірна церкви[11], єврейський молитовний будинок, училище, пристань, 3 фабрики та заводи, відбувались щорічний ярмарок та базари[15].
- 1869 року Південна (Харківсько-Миколаївська) залізниця підійшла до Дніпра, розділивши Крюків навпіл. По вулиці Херсонській (нині Івана Приходька) відкрито станцію Крюків-на-Дніпрі. Будівлю пасажирського вокзалу 2-го класу споруджено в 1875 році. У грудні 2002 пожежа значно пошкодила будівлю вокзалу. Будівля реконструйована. [Архівовано 25 серпня 2018 у Wayback Machine.]
- 7 квітня 1872 року відкрито Крюківський міст, що з'єднав Кременнчук з Крюковом залізничним сполученням.
- На 1863 р. в Полтавській губернії в межах Кременчуцького повіту існувала Крюківська волость.[14]
- У другій половині квітня 1874 року засновано майстерні для ремонту вагонів — фактично засновано Крюківський вагонобудівний завод[16].
- У 1883 році (по завершення будівництва в 1887) як цвинтарну церву закладено Церкву Успіння Божої Матері, що була приписана до Покровської православної церкви.
- 1895 року в Крюківському театрі дебютувала Аведикова Єлизавета Андріївна (Аведикова-Потоцька) — українська акторка, згодом заслужена артистка УРСР.
- 1896 р. на нових площах (зараз — вул. Приходька, 139) розпочато будівництво корпусів головних вагоноремонтних майстерень.[16]
- За часів національно-визвольних змагань 1917—1920 роках Крюків у вирі революції — Центральна Рада, Гетьманат, Директорія змінюють один одного та Кременчуцька міська дума має також якийсь вплив у місті. Після загарбання влади більшовиками — у січні 1919 року рішенням Кременчуцького Ревкому Міська дума була розпущена[17] (відновлює свою роботу на час знаходження при владі денікінської адміністрації). У травні 1919 григор'євці захоплюють Кременчук, більшовики вибивають їх. В серпні 1919 року місто захоплюють частини Добровольчої армії А.Деникіна, які відступають під натиском більшовиків у січні 1920 і підривають Крюківський міст. [Архівовано 25 серпня 2018 у Wayback Machine.] (Детальний опис процесу зміни влади в 1917—1920 роках необхідно виділити в окрему статтю, так як влада змінювалася понад десять разів).
- Декретом ВУЦВКу від 8 червня і додатково від 30 липня 1920 р. утворена Кременчуцька губернія з губернським центром у місті Кременчуці. До її складу входила Крюківська волость.[14]
- Постановою 3-ї сесії ВУЦВКу 6-го скликання від 25 жовтня 1922 р. було затверджено основні принципи поділу республіки на округи і райони. У 1923—1928 роках Крюків був районним центром Крюківського району Кременчуцького округу. Крюківський район — утворився з Крюківської волості Кременчуцького повіту і Павлиської (вона ж Браїлівська) волості Олександрійського повіту Катеринославської губернії з центром у посаді Крюков. Кількість сільрад скорочена з 12 до 5. Площа 210 кв. верст. Населення 29 381 чол.[14]
- 3 червня 1925 р. постановою Всеукраїнського Центрального Виконавчого Комітету і Ради Народних Комісарів УСРР «Про ліквідацію губерній і перехід на триступеневу систему управління» було ліквідовано губернії і губернські установи на території Української СРР, а вся територія Української республіки поділена на 41 округу. Окружні установи підпорядковувалися безпосередньо республіканським. В червні 1925 року встановлено точний список міст і поселень міського типу колишньої Полтавської губернії. Крюків віднесений до розряду поселень міського типу Кременчуцької округи.[14]
- 28 серпня 1928 року Крюків приєднано до Кременчука.[14]
- У 1935 до складу Крюківського міського району включено територію Костромської сільради[18]
- З початком Німецько-радянської війни 22 червня 1941 р., Крюків атакує німецька авіація — Крюківський міст значно пошкоджено.
- У середині липня 1941 року Крюківський вагонний завод готується до евакуації. 5 серпня останній заводський ешелон прорвався з Крюкова і рушив в Перм. На підступах до Крюкова жителі навколишніх сіл та городяни створили 18-ти кілометрову лінію оборони. Однак в серпні 1941 року Крюків окуповано нацистськими військами.[16]
- Під час нацистської окупації. Крюків — місто у складі Кременчуцького гебіту Райхкомісаріату Україна. В Державному архіві Полтавської області зберігається ф.р-2642 «Крюківська міська управа (міськуправа), пос. Крюків м. Кременчука Полтавської обл.», 1941—1943, 79 справ. Опис фонду: Накази з основної діяльності; заяви про видачу перепусток; списки німців, фольксдойче; акти на конфісковане майно евакуйованих; списки жителів; списки і довідки на одержання хлібних продуктів і продуктових карток;  прибутково-видаткові кошториси; касові документи.[19]
- 29 вересня 1943 року радянські війська зайняли Кременчук. 29 листопада 1943 року в Крюкові встановлена радянська влада.
- Крюків, як і Кременчук був майже повністю знищений за часи віни. З 1944 року починається відбудова, повертається з евакуації Крюковський вагонобудівний завод.
- 21 грудня 1949 введено в експлуатацію відновлений залізнично-автомобільний міст через Дніпро, який з'єднав центральну частину міста Кременчук і Крюків.
- В червня 1962 року почато будівництво Кременчуцього сталеливарного заводу (в колишній поймі річки Гнилушка). В 1970 році розпочав свою роботу.[20]
- У 70х роках XX століття проходить активна забудова Раківки.
- 1975 року Крюків увійшов до складу Кременчука у складі Крюківського міського району. Указом від 3 березня 1975 р. утворено Автозаводський і Крюківський райони у місті Кременчуці (Кременчук з 1928 р. у своєму складі мав один виділений міський район — Крюківський).[21]
- Боротьба за незалежність не проходить Крюків остронь — у 1990 році на великій трубі вагонобудівного заводу з'являється жовто-блакитний прапор, який швидко знімають. З 24 серпня 1991 року Крюків у складі незалежної України.

## Сучасність
Зараз Крюків — одна з двох місцевостей на правому березі Кременчука. На сході розташована менша за розмірами Раківка.
В Крюкові функціонують:

### Підприємства
- ПАТ «Крюківський вагонобудівний завод»
- ПАТ «Кременчуцький сталеливарний завод»
- ДП «Крюківське кар'єроуправління»
- ПАТ «Кременчуцький завод металевих виробів» (колишня столбобаза)

### Освіта
- Гімназія № 6
- Спеціалізвана загальноосвітня школа № 7
- Школа № 9 ім. Сніжани Пахолкової
- Загальнооствітня школа № 22
- Загальноосвітня школа № 23 ім. Похітона
- Загальнооствіня школа № 29
- Кременчуцька спеціалізована загальноосвітня школа-інтернат Полтавської обласної ради
- Регіональний центр професійно-технічної оствіти № 1 м. Кременчука Відділення № 1 (колишнє Професійно-технічно училище № 6)
- Регіональний центр професійно-технічної оствіти № 1 м. Кременчука Відділення № 2 (колишнє Професійно-технічно училище № 29)

### Заклади охорони здоров'я
- Кременчуцька міська лікарня № 2
- Комунальне некомерційне медичне підприємство «Центр первинної медико-санітарної допомоги № 2» [Архівовано 25 серпня 2018 у Wayback Machine.] м. Кременчука (колишня поліклініка вагонобудівного заводу)

### Кладовища
- Крюківське (Костромське) — закрите
- Деївське — діюче

### Церкви
- Собор Успіння Божої Матері (УПЦ МП)
- Крюківська церква євангельських християн-баптистів

### Музеї
- Педагогічно-меморіальний музей А. С. Макаренка
- Народний музей історії КВБЗ

### Залічничний транспорт
- Станція Крюків-на-Дніпрі
- Зупинний пункт Вагонзавод

Громадський транспорт
Транспорт який обслуговує мікрорайон Крюків:
Тролейбус  25А+, 26А+
Автобус 25
Маршрутне таксі 2, 2В, 4, 9, 12
У мікрорайоні Крюків знаходиться Укрпошта 19 (вул.Гайдамацька 83) та Укрпошта 21 (вул.Івана Приходька 97) 

## Персоналії
У місті народилися:
- Андрієнко Григорій Юхимович (1907—2000) — учасник відбудови Кременчука, Почесний громадянин міста Кременчук.
- Гамза Антін Васильович — полковник Армії УНР.
- Григорович Єлизавета Федорівна (1880—1973) — педагог.
- Кремньов Олег Олександрович — теплотехнік, академік АН УРСР.
- Мілютін Борис Семенович — народний артист Молдавської РСР.
- Нагайченко Борис Іванович (1929—1992) — лікар-отоларинголог, заслужений лікар України.
- Радіонов Антін Семенович (1876 — ?) — провідний український громадський діяч на Зеленому Клині та у Харбіні (Китай) в 1917—1922 рр.
- Чорнобабенко Тимофій Тимофійович — педагог, заслужений вчитель УРСР
- Чуркін Григорій Єремійович — крюківський купець І гільдії, меценат, старообрядник.
- Мірошниченко Іван Павлович (1802—1902) — відомий під чернецьким ім'ям Йона, в схимі Петро, церковний діяч, засновник Київського Троїцького (Йонинського) монастиря, канонізований як святий у1995 році.
- Шльонський Авраам (1900—1973) — ізраїльський поет, літератор і видавець родом з України, один з родоначальників сучасної івритомовної літератури.

У місті проживали:
- Антон Семенович Макаренко — український радянський педагог і письменник, один із засновників системи дитячо-підліткового виховання.

## Архівні документи

### Документи громадянського стану
У державних архівах збереглось достатньо багато документів, що стосуються громадянського стану: метричні книги, сповідні розписи, книги реєстрації громадянського стану.
Список джерел див. детально.

### Історичні документи

#### Російський державний історичний архів
Фонд 218, оп. 2, спр. 665 «ДЕЛО О ВЫЯСНЕНИИ ПРИЧИН АВАРИИ СУДНА С ПАССАЖИРАМИ, ПЕРЕПРАВЛЯВШИМИСЯ ЧЕРЕЗ РЕКУ ДНЕПР ИЗ ПОСАДА КРЮКОВА В ГОРОД КРЕМЕНЧУГ ПОЛТАВСКОЙ ГУБЕРНИИ. Крайние даты: 20 января 1861 — 22 мая 1861»

#### Російський державний архів давніх актів
Фонд 1330, оп. 4, спр. 457 «По отношению Управления государственным имуществом об увеличении оного по делу о спорной земле между поселянами посада Крюкова и графинею Толстой (1 февраля 1872 — 13 июня 1873), 3 листа»
Фонд 1330, оп. 4, спр. 659 «По отношению Полтавской Межевой палаты № 1102 о высылке в оную палату дела по межеванию дачи Кременчугского уезда посада Крюкова (5 апреля — 25 мая 1882), 5 листов»

## У літературі
Крюків згадується в повісті Тараса Шевченка «Наймичка» (1853 р.)
"Між містом Кременчуком та містом Ромном лежить велика транспортова, або чумацька дорога — так званий «Ромоданів» шлях. Звідки він дістав таку назву, — вкрито туманом безвісти, чумаки ж оповідають таку билицю.
Жив у місті Крюкові, що за Дніпром, проти Кременчука, багатий-пребагатий чумак Роман. "